# ريكاردو أرواخو
ريكاردو أرواخو (بالبرتغالية: Ricardo Jorge Silva Araújo‏) (27 يونيو 1998 في البرتغال - ) هو لاعب كرة قدم برتغالي في مركز الدفاع.

## وصلات خارجية
- ريكاردو أرواخو على موقع قاعدة بيانات كرة القدم.إي يو (الإنجليزية)
- ريكاردو أرواخو على موقع Soccerway.com (الإنجليزية)